# Paleozoikum
| Fanerozoikum                 | Fanerozoikum       | Fanerozoikum | Fanerozoikum      |
| Eon                          | Era                | Period       | Miljoner år sedan |
| ---------------------------- | ------------------ | ------------ | ----------------- |
| Fanero- zoikum               | Kenozoikum         | Kvartär      | 2,6–0,0           |
| Fanero- zoikum               | Kenozoikum         | Neogen       | 23–2,6            |
| Fanero- zoikum               | Kenozoikum         | Paleogen     | 66–23             |
| Fanero- zoikum               | Mesozoikum         | Krita        | 145–66            |
| Fanero- zoikum               | Mesozoikum         | Jura         | 201–145           |
| Fanero- zoikum               | Mesozoikum         | Trias        | 252–201           |
| Fanero- zoikum               | Paleozoikum        | Perm         | 299–252           |
| Fanero- zoikum               | Paleozoikum        | Karbon       | 359–299           |
| Fanero- zoikum               | Paleozoikum        | Devon        | 419–359           |
| Fanero- zoikum               | Paleozoikum        | Silur        | 444–419           |
| Fanero- zoikum               | Paleozoikum        | Ordovicium   | 485–444           |
| Fanero- zoikum               | Paleozoikum        | Kambrium     | 541–485           |
| Protero- zoikum              | Neoprotero- zoikum | Ediacara     | tidigare          |
| Se även Geologisk tidsskala. |                    |              |                   |

Paleozoikum är en geologisk era som sträcker sig från 542 till 251 miljoner år sedan. Paleozoikum delas in i perioderna kambrium, ordovicium, silur, devon, karbon och perm. Kambrosilur används ofta som samlande benämning på perioderna kambrium, ordovicium och silur.

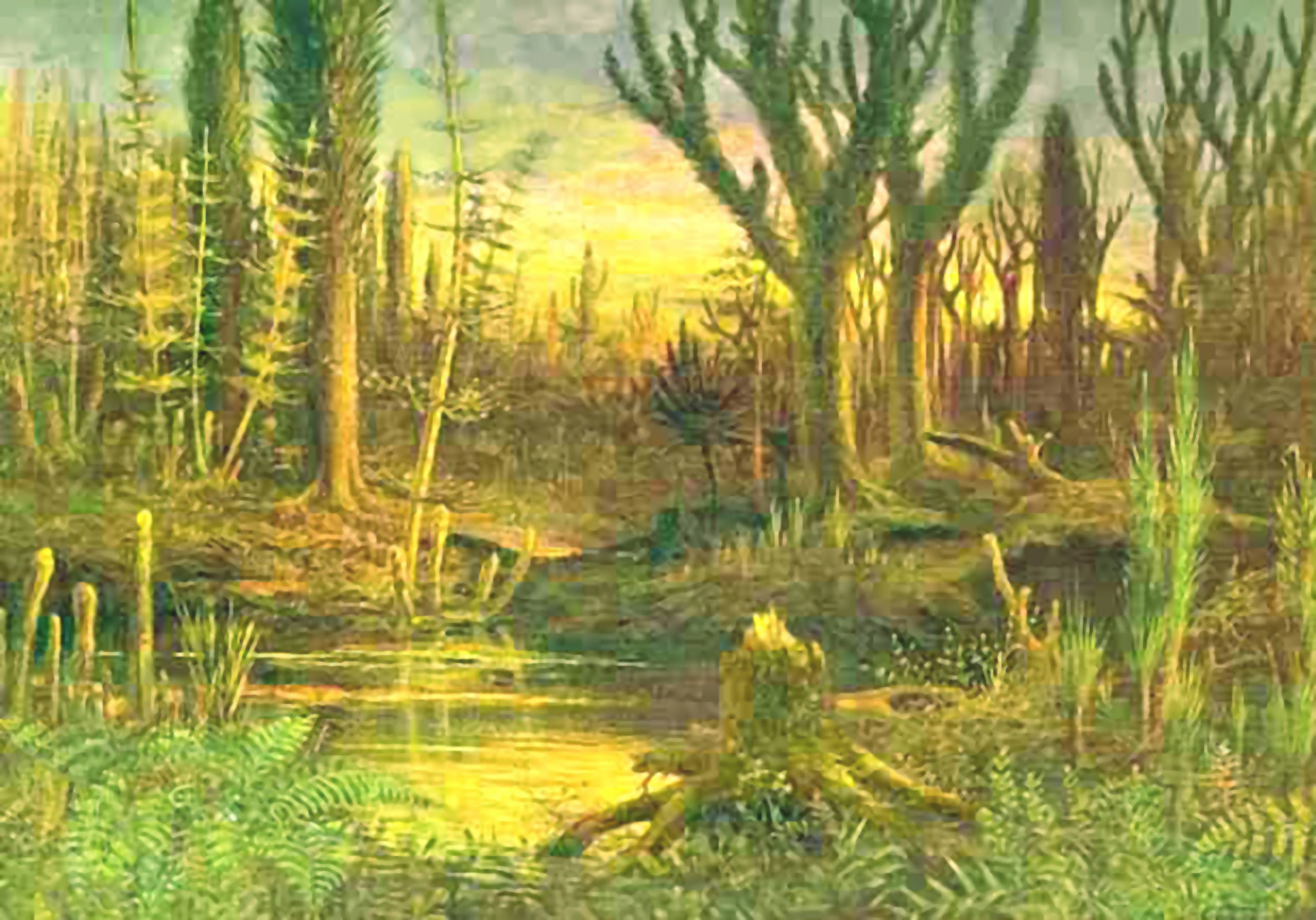
En konstnärs uppfattning av det tidiga växtlivet på jorden.

## Jordytans förändring
Från erans början finns de tidigaste djuren med hårvävnader bevarade. Det marina livet dominerades av trilobiter, brachiopoder, mollusker, graptoliter och tagghudingar. Från ordovicium finns de äldsta bevarade fiskfossilen. Denna grupp präglade särskilt devontidens hav.
Vid slutet av devon utvecklades de första fyrfotadjuren, och dessa kom i stor utsträckning att dominera den landlevande faunan under paleozoikums senare hälft. Bland växterna utvecklades de första landlevande formerna under devon, och under karbon och perm uppstod mäktiga skogar av trädliknande kärlkryptogamer.
Eran omfattar två stora perioder av bergskedjeveckningar, den kaledoniska veckningen och den varisiska, samt två nedisningar, en mot slutet av ordovicium och en annan från sen karbon till tidig perm.
Klimatet var påfallande enhetligt och varmt under erans första hälft men blev mera varierat från devon. Erans slut kännetecknas av världsvida sänkningar av havsytan och många marina djurgrupper dog ut vid den tiden.

## Detaljerad uppdelning
| Paleozoikum 541 – 252 miljoner år före nutid                                | Paleozoikum 541 – 252 miljoner år före nutid | Paleozoikum 541 – 252 miljoner år före nutid | Paleozoikum 541 – 252 miljoner år före nutid | Paleozoikum 541 – 252 miljoner år före nutid |
| Era (Eratem)                                                                | Period (System)                              | Epok (Serie)                                 | Ålder (Etage)                                | Miljoner år sedan                            |
| --------------------------------------------------------------------------- | -------------------------------------------- | -------------------------------------------- | -------------------------------------------- | -------------------------------------------- |
| Mesozoikum                                                                  | Trias                                        | Äldre trias                                  | Dan                                          | senare                                       |
| Paleozoikum                                                                 | Perm                                         | Loping                                       | Changxing                                    | 254–252                                      |
| Paleozoikum                                                                 | Perm                                         | Loping                                       | Wujiaping                                    | 259–254                                      |
| Paleozoikum                                                                 | Perm                                         | Guadalupe                                    | Capitan                                      | 265–259                                      |
| Paleozoikum                                                                 | Perm                                         | Guadalupe                                    | Word                                         | 269–265                                      |
| Paleozoikum                                                                 | Perm                                         | Guadalupe                                    | Road                                         | 273–269                                      |
| Paleozoikum                                                                 | Perm                                         | Cisural                                      | Kungur                                       | 284–273                                      |
| Paleozoikum                                                                 | Perm                                         | Cisural                                      | Artinsk                                      | 290–284                                      |
| Paleozoikum                                                                 | Perm                                         | Cisural                                      | Sakmara                                      | 294–290                                      |
| Paleozoikum                                                                 | Perm                                         | Cisural                                      | Assel                                        | 299–294                                      |
| Paleozoikum                                                                 | Karbon                                       | Pennsylvania                                 | Gzhel                                        | 304–299                                      |
| Paleozoikum                                                                 | Karbon                                       | Pennsylvania                                 | Kasimov                                      | 307–304                                      |
| Paleozoikum                                                                 | Karbon                                       | Pennsylvania                                 | Moskva                                       | 315–307                                      |
| Paleozoikum                                                                 | Karbon                                       | Pennsylvania                                 | Basjkir                                      | 323–315                                      |
| Paleozoikum                                                                 | Karbon                                       | Mississippi                                  | Serpuchov                                    | 331–323                                      |
| Paleozoikum                                                                 | Karbon                                       | Mississippi                                  | Visé                                         | 347–331                                      |
| Paleozoikum                                                                 | Karbon                                       | Mississippi                                  | Tournai                                      | 359–347                                      |
| Paleozoikum                                                                 | Devon                                        | Yngre devon                                  | Famenne                                      | 372–359                                      |
| Paleozoikum                                                                 | Devon                                        | Yngre devon                                  | Frasne                                       | 383–372                                      |
| Paleozoikum                                                                 | Devon                                        | Mellersta devon                              | Givet                                        | 388–383                                      |
| Paleozoikum                                                                 | Devon                                        | Mellersta devon                              | Eifel                                        | 393–388                                      |
| Paleozoikum                                                                 | Devon                                        | Äldre devon                                  | Ems                                          | 408–393                                      |
| Paleozoikum                                                                 | Devon                                        | Äldre devon                                  | Prag                                         | 411–408                                      |
| Paleozoikum                                                                 | Devon                                        | Äldre devon                                  | Lochkov                                      | 419–411                                      |
| Paleozoikum                                                                 | Silur                                        | Pridoli                                      | Pridoli                                      | 423–419                                      |
| Paleozoikum                                                                 | Silur                                        | Ludlow                                       | Ludford                                      | 426–423                                      |
| Paleozoikum                                                                 | Silur                                        | Ludlow                                       | Gorsty                                       | 427–426                                      |
| Paleozoikum                                                                 | Silur                                        | Wenlock                                      | Homer                                        | 430–427                                      |
| Paleozoikum                                                                 | Silur                                        | Wenlock                                      | Sheinwood                                    | 433–430                                      |
| Paleozoikum                                                                 | Silur                                        | Llandovery                                   | Telych                                       | 438–433                                      |
| Paleozoikum                                                                 | Silur                                        | Llandovery                                   | Aeron                                        | 441–438                                      |
| Paleozoikum                                                                 | Silur                                        | Llandovery                                   | Rhuddan                                      | 444–441                                      |
| Paleozoikum                                                                 | Ordovicium                                   | Yngre ordovicium                             | Hirnant                                      | 445–444                                      |
| Paleozoikum                                                                 | Ordovicium                                   | Yngre ordovicium                             | Katy                                         | 453–445                                      |
| Paleozoikum                                                                 | Ordovicium                                   | Yngre ordovicium                             | Sandby                                       | 458–453                                      |
| Paleozoikum                                                                 | Ordovicium                                   | Mellersta ordovicium                         | Darriwil                                     | 467–458                                      |
| Paleozoikum                                                                 | Ordovicium                                   | Mellersta ordovicium                         | Daping                                       | 470–467                                      |
| Paleozoikum                                                                 | Ordovicium                                   | Äldre ordovicium                             | Flo                                          | 478–470                                      |
| Paleozoikum                                                                 | Ordovicium                                   | Äldre ordovicium                             | Tremadoc                                     | 485–478                                      |
| Paleozoikum                                                                 | Kambrium                                     | Furong                                       | Etage 10                                     | 490–485                                      |
| Paleozoikum                                                                 | Kambrium                                     | Furong                                       | Jiangshan                                    | 494–490                                      |
| Paleozoikum                                                                 | Kambrium                                     | Furong                                       | Paibi                                        | 497–494                                      |
| Paleozoikum                                                                 | Kambrium                                     | Miaoling                                     | Guzhang                                      | 500–497                                      |
| Paleozoikum                                                                 | Kambrium                                     | Miaoling                                     | Drum                                         | 504–500                                      |
| Paleozoikum                                                                 | Kambrium                                     | Miaoling                                     | Wuliu                                        | 509–504                                      |
| Paleozoikum                                                                 | Kambrium                                     | Serie 2                                      | Etage 4                                      | 514–509                                      |
| Paleozoikum                                                                 | Kambrium                                     | Serie 2                                      | Etage 3                                      | 521–514                                      |
| Paleozoikum                                                                 | Kambrium                                     | Terreneuve                                   | Etage 2                                      | 529–521                                      |
| Paleozoikum                                                                 | Kambrium                                     | Terreneuve                                   | Fortune                                      | 541–529                                      |
| Neoproterozoikum                                                            | Ediacara                                     |                                              |                                              | tidigare                                     |
| Paleozoikum är en era inom eonen fanerozoikum. Se även Geologisk tidsskala. |                                              |                                              |                                              |                                              |